# Weißenbach (Gemeinde Kuchl)
Weißenbach  ist eine Streusiedlung im Halleiner Becken im Land Salzburg, und Ortschaft und Katastralgemeinde (Weissenbach) der Gemeinde Kuchl im Bezirk Hallein (Tennengau).

## Geografie
Die zerstreuten Häuser liegen im Salzachtennengau, am Fuß des Roßfelds und des Göll, auf der linken Seite der Salzach im Westen von Kuchl, etwa 7½ Kilometer südlich von Hallein.
Die Ortschaft umfasst knapp 120 Gebäude mit etwa 450 Einwohnern, das umfasst die Weißenbach-Siedlung an der Kuchler Salzachbrücke, die  Rotten Gallenhof und die Einzellage Gschwandt darüber am Hang, die Rotten Wenger und Stockach talauswärts, und die Rotte Grifterer taleinwärts, wo der namensgebende Weißenbach aus der Gasteig kommt, sowie die Ortslage Haschberg schon am Schwarzbach (Gollinger Wasserfall) bei Lacher (Gemeinde Golling), und dort auch  Kößlgut oberhalb Lacher, sowie ein Haus Kratzerau auf der anderen Salzachseite. Außerdem gehört die Truckentannalm oben unterhalb des Grats zum Ortschaftsgebiet.
Die Katastralgemeinde hat eine Fläche von rund 26,5 km²; sie umfasst das gesamte Gemeindegebiet links der Salzach und nimmt somit rund die Hälfte der Fläche von Kuchl ein. Sie enthält auch die Ortschaft Gasteig, und alles Bergland rechts der Salzburg bis an der Gipfelgrat des Göll (Hoher Göll (2522 m ü. A.)) und den Roßfeld-Grat.
Die östliche Katastralgemeindegrenze wird – bis auf ein kleines Flurstück am Mündungsspitz des Kerterbachs – allein von der Salzach gebildet.
Heute ist das Ortschaftgebiet durch den Verlauf der Tauernautobahn (A10) in zwei Teile gespalten, am Talgrund und die Hanglagen.
Nachbarortschaften und -katastralgemeinden bzw. Ortsteile und Gemarkungen in Deutschland:
| Bad Dürrnberg (Ortsch., KG Dürrnberg, Gem. Hallein)                    | Gamp (Ortsch. u. KG, Gem. Hallein)          | Jadorf (Ortsch. u. KG, Gem. Kuchl) |
| Eck ∗ (Gemfr. Geb., BY, DE)Gasteig (Ortsch.)                           | Kompassrose, die auf Nachbargemeinden zeigt | Kuchl (Ortsch. u. KG, Gem.)        |
| Faselsberg (Gmgk. Königssee, Gem. Schönau a.Ks., Lkr. Bgd.Ld., BY, DE) | Torren (Gem. Golling a.d.S.)                | Kellau (Gem. Kuchl)                |

∗ Staatsforst, darin Resten, Gmgk. Au, Gem. Berchtesgaden

## Natur und Infrastruktur
Der gesamte südliche Teil am Göll der Katastralgemeinde ist als Europa- und Naturschutzgebiet Kalkhochalpen (FFH-Gebiet AT3211012/ESG 9, NSG 12) ausgewiesen. Es bildet mit dem Europaschutzgebiet und geschützten Landschaftsteil Bluntautal, dem Landschaftsschutzgebiet Göll, Hagen-, Hochköniggebirge, Steinernes Meer und dem deutschen Nationalpark Berchtesgaden einen weiten, grenzübergreifenden Schutzkomplex, der sich bis in den Pinzgau erstreckt.
An der Grenze zu Torren befindet sich das Naturdenkmal Gollinger Wasserfall (NDM 197).

Ganz im Norden liegt mit der Heiligensteiner Au ein geschützter Landschaftsteil (GLT 36).
Die Bergwelt in diesem Gebiet ist durch eine gute Anzahl von Wanderwegen erschlossen. Parallel zur Salzach führt ein Radwanderweg, der Tauernradweg.